# 古典的条件づけ
古典的条件づけ（こてんてきじょうけんづけ、Classical conditioning、またはPavlovian conditioning）とは、学習の一形態であり、刺激の対呈示によって刺激間に連合が起こり反応が変化することである。行動主義心理学の基本理論である。
1903年、ロシアの生理学者イワン・パブロフによって、犬に餌を与える前にベルの音を鳴らすことで、次第にベルの音を聞くだけで唾液を分泌するという条件反射の研究観察がもとになった理論である。刺激に応答（respondent）するというレスポンデント条件づけ、あるいはパブロフ型条件づけとも呼ばれる。
後の1938年、バラス・スキナーがオペラント条件づけを提唱する。

## 刺激と反応
無条件反射 (UCR; UnConditioned Response) 
生体が本来持っている反応をという。例）犬が唾液を分泌する。
無条件刺激 (UCS; UnConditioned Stimulus) 
無条件反射を起こす刺激。例）犬に餌を食べさせる。
中性刺激
無条件反射を起こさない刺激をいう。例）学習成立前の犬に音を聞かせる。
無関連反応
中性刺激によって起こる反応をという。例）犬が耳をそばだてる。
中性刺激を与えた直後に無条件刺激を与えることを繰り返すと、（中性）刺激のみで（無条件）反射が
起こるようになる。これを古典的条件づけという。
条件刺激 (CS; Conditioned Stimulus) 
古典的条件づけに基づく刺激。例）学習成立後の犬に音を聞かせる。
条件反射 (CR; Conditioned Response) 
古典的条件づけに基づく反応。例）学習成立後の犬が唾液を分泌する。

## 強化と消去
強化（Reinforcement）
条件刺激を与えた直後に無条件刺激を与えることをいう。
消去（Extinction）
条件反射が成立した後、条件刺激のみを与えて無条件刺激を与えないことを繰り返すと、条件反応が起こらなくなることをいう。

自発的回復とは、消去によって反応が起こらなくなったのち、休憩をはさんで、ふたたび条件刺激を与えたときに条件反射が起こることをいう。

## 古典的条件づけのモデル
ドナルド・ヘッブは1949年、神経細胞間の結合強度（伝達効率）の変化によって古典的条件づけを説明できる仮説を提案した。こうした、神経細胞間の結合強度が刺激によって変化していく性質を、シナプス可塑性という。のちに生理学的にもその存在が確認され、ヘッブの法則（あるいはヘブ則）と呼ばれている。

## 応用

### 行動療法
古典的条件づけに関連するいくつかの療法は、嫌悪療法、系統的脱感作、フラッディングがある。嫌悪療法とは行動療法のひとつであり、ある習慣を強い不快な無条件刺激に関連付けることにより、患者の望ましくない習慣をやめさせるように設計される。例えば、アルコールの味と胃の不調を関連付けるために、投薬を用いることである。体系的脱感作は恐怖症の治療に用いられ、患者は徐々に不安を引き起こす刺激（例えば怒りの言葉）にさらされながらも、弛緩できるように訓練する。これはカウンター条件付けのひとつであり、恐怖感と相容れない反応（弛緩）と関連付けることを意図している。フラッディングは脱感作のひとつであり、不安応答の強化がなくなり消去を引き起こすまで、非常に悲惨な刺激に繰り返し曝すことにより、恐怖や不安を取り除こうとする。フラッディングでは通常は刺激に対する実際の暴露を伴い、「インプロージョン」はでは想像への暴露を指すが、ときに2つの用語は同義語として使用されている。
条件付け療法では、たいてい人間性療法よりも時間を要しない。